# Djalla-Maria Longa
Œuvres principales
Mon enfance sauvage
Djalla-Maria Longa, née le 6 octobre 1980 à Massat en Ariège, est une écrivaine française.

## Biographie
Djalla-Maria Longa vit à Massat, en Couserans, depuis sa naissance. Après avoir été gérante d’une location de VTT durant dix ans, elle décide d’arrêter son activité pour se consacrer uniquement à la littérature. Aujourd’hui, elle est écrivain et éditrice. Autodidacte, n'ayant jamais été scolarisée, elle obtient le Prix littérature 2012 au Salon du Livre pyrénéen. Son neuvième ouvrage est publié en 2021.